# Château de Loch Doon
Pour les articles homonymes, voir Leven (homonyme).
Le château de Loch Doon était un château situé sur une île dans le Loch Doon.
Dans les années 1930, le château est démonté et reconstruit sur la côte du Loch après que le niveau de l'eau a monté à cause d'un projet hydroélectrique.